# Rölanda kyrka
Rölanda kyrka är en kyrkobyggnad som sedan 2010 tillhör Dals-Eds församling (tidigare Rölanda församling) i Karlstads stift. Den ligger i Rölanda socken i Dals-Eds kommun.

## Kyrkobyggnaden
Stenkyrkan uppfördes någon gång på medeltiden, troligen på 1200-talet. Enligt sägner övergavs kyrkan efter digerdöden så äldsta delen var byggd före denna katastrof.
Någon gång före år 1700 förlängdes kyrkan åt öster och fick sitt nuvarande tresidiga kor. 1797 byttes takbeläggningen ut från spån till skiffer. Nuvarande sakristia vid norra sidan tillkom 1935. Kyrktornet vid västra sidan är i funktionalistisk stil och uppfördes 1937 efter ritningar av arkitekt Tor Engloo.

## Inventarier

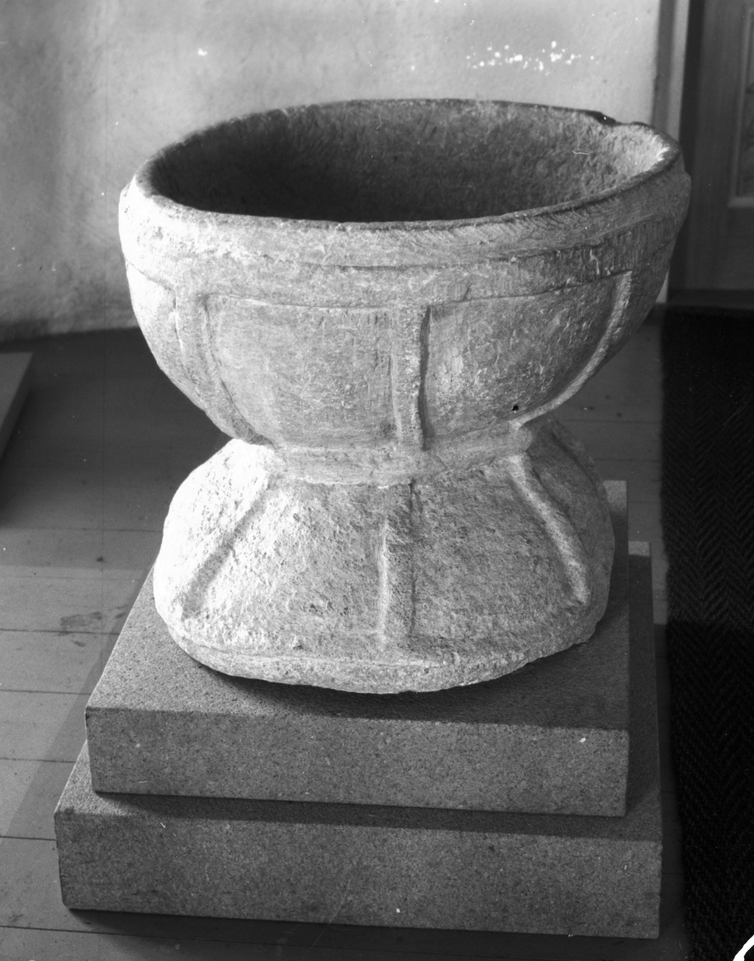
Dopfunten.

- Dopfunt av täljsten  från 1200-talet. Höjd 49 cm i ett stycke. Cuppan är skålformig och övergår via en vulst i en kupad fot. Den har vertikala och horisontella band- och ribbornament. Uttömningshål finns i funtens mitt. Sprickbildning finns och funten har tidigare varit övermålad och förvarad på annan plats.[1]
- Altaruppsatsen från 1730 är skuren i trä av bildhuggare Nils Falk. Vid korväggen finns ett träaltare från 1936.
- Predikstolen är ritad 1936 av Tor Engloo. Dess sexkantiga korg har träskulpturer som föreställer de fyra evangelisterna.

### Klockor
Lillklockan är av en senmedeltida typ som saknar inskrifter.

### Orgel
- Tidigare användes ett harmonium.
- Orgeln, som är placerad på läktaren i väster, är pneumatisk och byggd 1947 av Mårtenssons orgelfabrik AB, Lund. Den hade ett tonomfång på 56/30.

| Manual I       | Manual II            | Pedal       | Koppel  |
| Principal 8´   | Rörflöjt 8´          | Subbas 16´  | I/P     |
| Gedackt 8´     | Salicional 8´        | Oktavbas 8´ | II/P    |
| Oktava 4'      | Principal 4'         | Oktava 4'   | II/I    |
| Oktava 2'      | Gemshorn 4'          |             | II 4'/I |
| Mixtur IV chor | Svegel 2'            |             | II 4'/P |
|                | Sesquialtera II chor |             |         |

- Den byggdes om 2003 av Svensk Orgelkonsult. Därefter är 14 av orgelns 44 stämmor är från den ursprungliga orgeln. Stämmorna är fördelade på två manualer och pedal.[3]